# Astragalus adulterinus
Astragalus adulterinus es una  especie de planta herbácea perteneciente a la familia de las leguminosas. Es originaria del Asia
Es una planta herbácea perennifolia originaria de Asia donde se distribuye por Irán.

## Taxonomía
Astragalus adulterinus fue descrita por  Dieter Podlech y publicado en Mitteilungen der Botanischen Staatssammlung München 27: 52. 1988.
Etimología
Astragalus: nombre genérico derivado del griego clásico άστράγαλος y luego del Latín astrăgălus aplicado ya en la antigüedad, entre otras cosas, a algunas plantas de la familia Fabaceae, debido a la forma cúbica de sus semillas parecidas a un hueso del pie.
adulterinus: epíteto latino que significa "adulterada, no genuina".